# Wasserschloss (Ingenieurwesen)

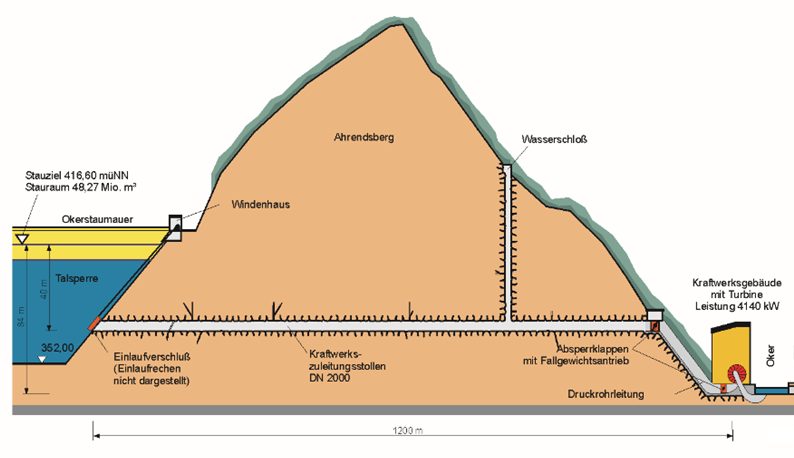
Okertalsperre: Druckstollen zum Kraftwerk mit Wasserschloss

Ein Wasserschloss fängt den Druckstoß in der Wasserleitung eines Wasserkraftwerks ab, der beim Schließen des Schiebers entsteht. Dieser Druckstoß würde sonst die Rohrleitung (den Druckstollen) oder den Schieber zerstören.
Das Wasserschloss ist in der Regel als Schacht konstruiert, in dem der Wasserspiegel auf und ab pendeln kann, um den Druck in der Leitung auszugleichen. Das Bauwerk muss über das Niveau des Oberbeckens hinausreichen.

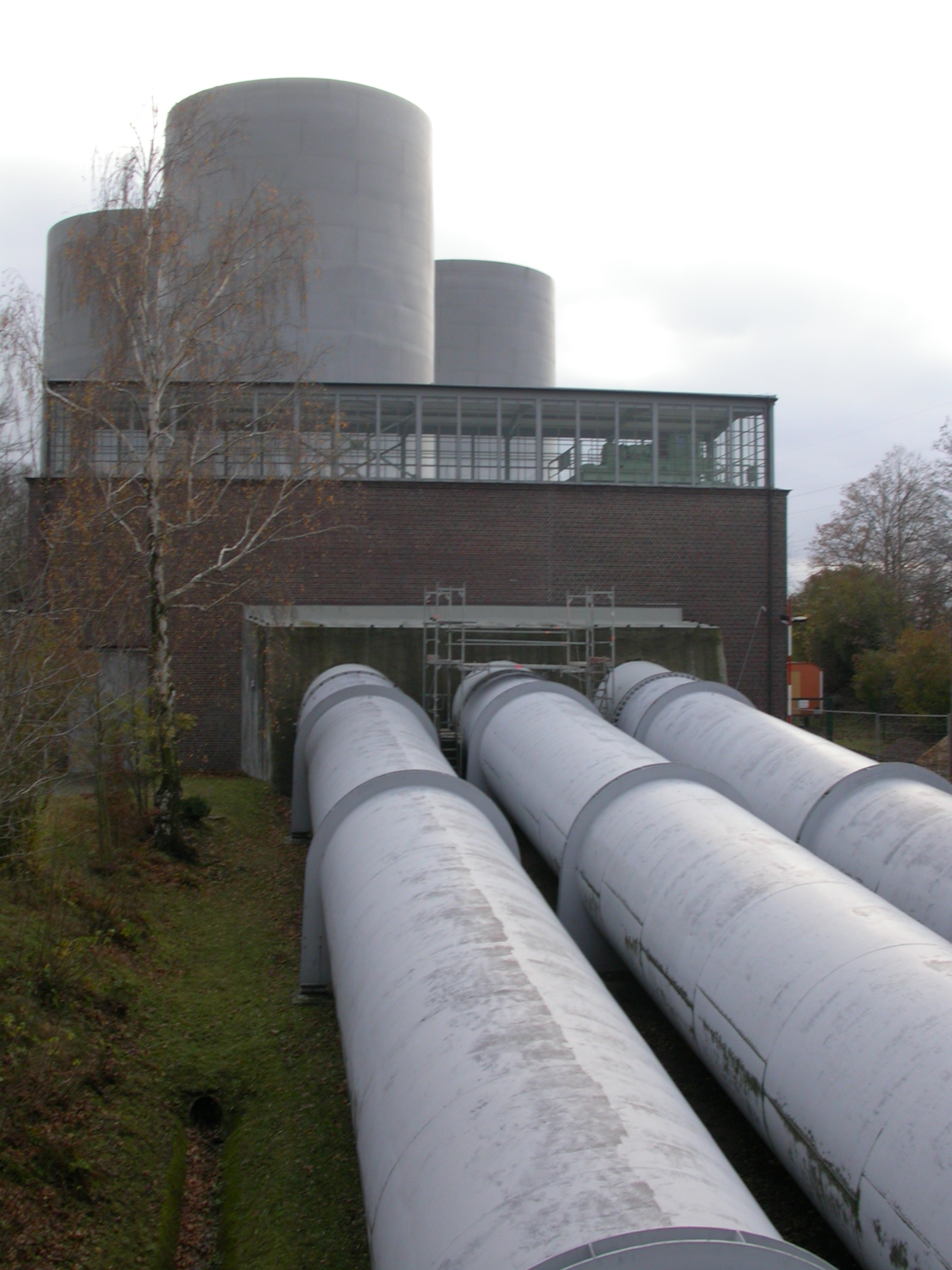
Pumpspeicherwerk Niederwartha: Fallrohre mit den Wasserschlössern

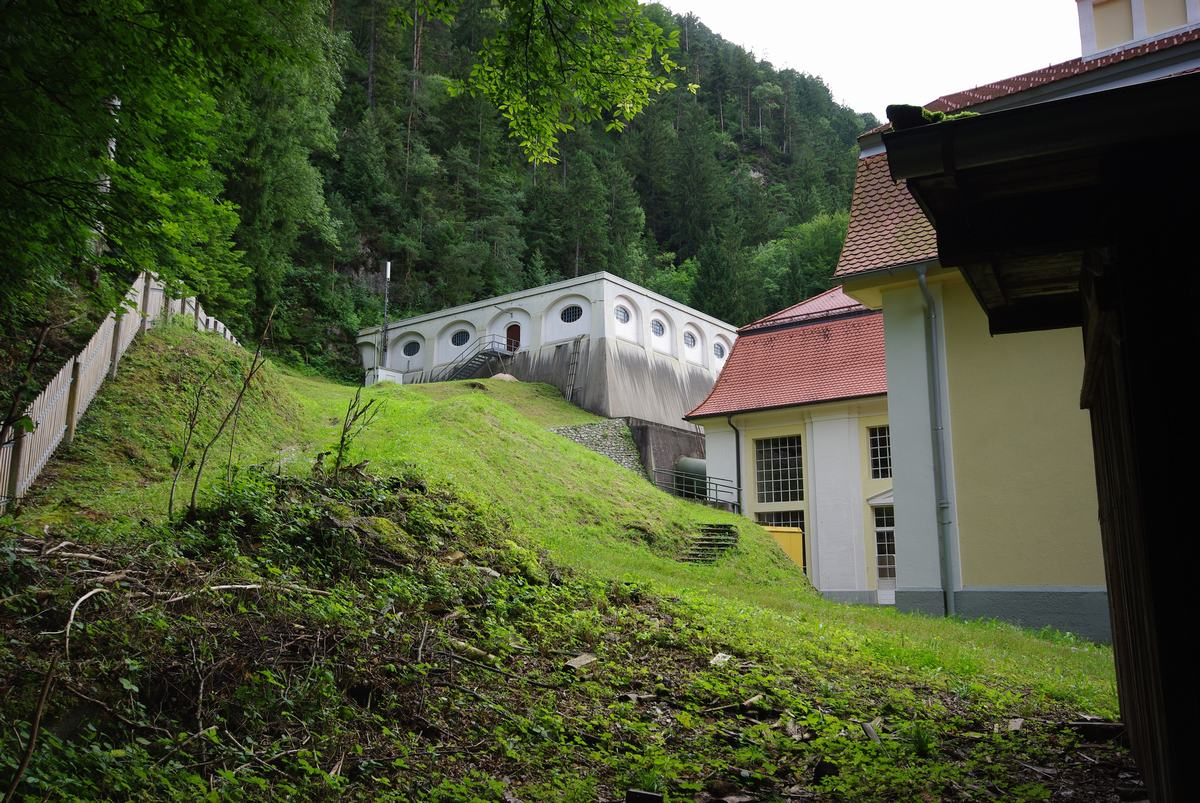
Saalachkraftwerk Bad Reichenhall, Wasserschloss; errichtet um 1910

Die Bezeichnung geht auf die Antike zurück: Die Römer bauten am Ende ihrer großen Wasserleitungen (Aquädukte) große Brunnenhäuser (Nymphäen). Laut Beschreibung von Vitruv war üblicherweise ein Verteilbauwerk vorgeschaltet, zu dem auch ein Hochspeicher gehörte. Dieser minderte als Nebeneffekt Druckstöße. Diese Bauwerke waren – wie auch die Quellfassung – oft besonders prunkvoll gestaltet und wurden daher Castelli (lat./ital. Schlösser) genannt.

## Beschreibung
Das Wasserschloss ist ein wasserdichtes Bauwerk, das – im Gegensatz zu einem Windkessel – durch Entlüftungsöffnungen mit der umgebenden Atmosphäre verbunden ist. Der Zulauf des Wasserschlosses wird vom eigentlichen Triebwasserweg abgezweigt und erfolgt von unten in den Behälter. Der Wasserspiegel im Wasserschloss korrespondiert im ausgeglichenen Ruhezustand nach dem Prinzip der kommunizierenden Röhren mit dem Wasserspiegel am Triebwassereinlauf des Oberbeckens. Das Wasserschloss wird vom Triebwasser nicht unmittelbar durchströmt, doch in seinem Inneren kann sich der Wasserspiegel für den Druckausgleich frei auspendeln. Das Pumpspeicherwerk Niederwartha in Dresden etwa verwendet drei zylinderförmige Wasserbehälter (siehe Foto), weil dort drei Druckrohre unabhängig gefahren werden.
Ein Wasserschloss ist erforderlich, um Druckschwankungen in den Druckrohrleitungen eines Wasserkraftwerkes (Speicherkraftwerk oder Pumpspeicherkraftwerk) auszugleichen und abzudämpfen. In einer längeren Rohrleitung befindet sich eine große Menge Wasser mit entsprechend hoher Bewegungsenergie. Wenn die Rohrleitung über einen Schieber geschlossen wird, wird diese Wassermenge abgebremst. Am Schieber tritt kurzzeitig ein sehr hoher Druck auf, hinter dem Schieber entsteht zugleich ein Unterdruck. Diese Druckstöße können Schieber, Rohrleitungen und ihre Bestandteile beschädigen.
Ein Wasserschloss dämpft die Druckstöße, indem es das fließende Wasser umleitet. Hierdurch wird der Abbremsvorgang zeitlich verlängert und abgemildert. Das Wasser weicht beim Schließen des Schiebers in das Wasserschloss aus, und der Wasserspiegel pendelt auf und ab, bis er zur Ruhe kommt. Die kinetische Energie des im Rohr fließenden Wassers wird durch das Aufsteigen des Wassers im Wasserschloss in potentielle Energie umgewandelt.
Ein Wasserschloss wird an Wasserkraftanlagen am oberen Ende des Fallschachtes errichtet. Es muss hoch stehen, damit das Wasser nicht aus der oberen Öffnung austritt. Die Oberkante muss höher liegen als der höchste Wasserspiegel des Oberbeckens und die Energielinie der Triebwasserleitung.

## Belastung der Wasserkraftanlage (Schukowski-Stoß)
Der vollständige oder teilweise Verschluss von Rohrleitungen (etwa zur Regulierung von Turbinen) bewirkt in Druckleitungen Druckstöße durch die schnelle Mengenflussänderung.
Da Druckstöße ein Vielfaches des Betriebsdruckes erreichen können, muss diese Belastung besonders bei der Auslegung von Hochdruckwasserkraftanlagen berücksichtigt werden. Dies kann durch eine Erhöhung des Zuleitungsquerschnittes erfolgen (Verringerung der Fließgeschwindigkeit). Besonders effektiv können Druckstöße für die Rohrleitung durch ein atmosphärisch offenes Stauvolumen unschädlich gemacht werden. Bei Anlagen mit langen Triebwasserstollen wird das  Wasserschloss möglichst am Ende des zuleitenden Stollens vorgesehen.
Die Druckausbreitungsgeschwindigkeit {\displaystyle a} in Wasser
{\displaystyle a={\dfrac {1}{\sqrt {{\dfrac {\rho }{K_{\mathrm {w} }}}+{\dfrac {\rho }{E_{\mathrm {R} }}}\cdot {\dfrac {d}{s}}}}}}
beträgt rund 1000 m/s, in Abhängigkeit von
- der Dichte {\displaystyle \rho } von Wasser mit {\displaystyle \rho \approx 1000\,\mathrm {\tfrac {kg}{m^{3}}} },
- dem Elastizitätsmodul {\displaystyle E_{\mathrm {R} }} der Rohrleitung,
- ihrem Innendurchmesser {\displaystyle d},
- ihrer Wandstärke {\displaystyle s},
- dem Kompressionsmodul von Wasser mit {\displaystyle K_{\mathrm {w} }=2{,}08\cdot 10^{9}\,\mathrm {\tfrac {N}{m^{2}}} }.

Die Druckstoßgröße wiederum hängt ab von der Geschwindigkeitsänderung je Zeitspanne. Bei Schnellschluss (Geschwindigkeitsdifferenz {\displaystyle =\mathrm {\Delta } u_{\mathrm {max} }} zwischen Fließgeschwindigkeit {\displaystyle u_{\mathrm {Betrieb} }} und Null) kann sich der maximale Druckstoß {\displaystyle \mathrm {\Delta } p_{\mathrm {max} }} ausbilden, der nach Nikolai Jegorowitsch Schukowski auch Schukowski-Stoß genannt wird:
{\displaystyle \mathrm {\Delta } p_{\mathrm {max} }=a\cdot \mathrm {\Delta } u_{\mathrm {max} }\cdot \rho }
Dieser maximal auftretende Druckstoß tritt jedoch nur auf, wenn die Schließzeit des Absperrorgans kürzer ist als die Zeit, die der Druck benötigt, um zum Einlauf der Triebwasserleitung und wieder zurück zum Verschluss (d. h. zweimal die Leitungslänge {\displaystyle 2\cdot L}) zu gelangen – die Reflexionszeit {\displaystyle t_{\mathrm {R} }} der Druckwelle:
{\displaystyle t_{\mathrm {R} }={\dfrac {2\cdot L}{a}}}
Bewegt sich die Schließzeit über {\displaystyle t_{\mathrm {R} }}, so fällt der Druckstoß geringer aus, da innerhalb der Reflexionszeit der Durchfluss teilweise gedrosselt wird.
Wie sich durch Einsetzen typischer Werte ergibt, haben Druckstöße üblicherweise eine Größenordnung von mehreren bar, die abgefangen bzw. reduziert werden müssen.
Anstatt nun die Geschwindigkeit bei einem Schnellschluss der Absperrorgane rapide zu drosseln, kann das Wasser in die Kammer des Wasserschlosses ausweichen. Kinetische Energie im Druckstollen wird dabei in der Wasserschlosskammer in potentielle Energie übergeführt. Der dadurch entstehende Gegendruck bremst das Wasser im Druckstollen ab und veranlasst es dazu, in umgekehrter Richtung zurückzuströmen. Durch das hin- und herströmende Wasser entsteht in der Kammer eine oszillierende Bewegung des Wasserspiegels, die allmählich ausdämpft. Diese Wasserschlossschwingung stellt im Vergleich zum Druckstoß eine träge Massenschwingung dar. Der im Druckstollen auftretende maximale Druck entspricht nun der maximalen Wasserspiegelhöhe im Wasserschloss. Der vom Druckstoß betroffene Abschnitt der gesamten Zuleitung erstreckt sich dann nur noch auf den Bereich des Druckschachtes. Die Amplitude der Stoßwelle darin liegt in der Regel unter dem maximalen Schukowski-Stoß, weil der Druckschacht kurz und somit die Schließzeit im Verhältnis zur Laufzeit der Stoßwelle lang ist.

## Typen

### Nach der baulichen Ausbildung

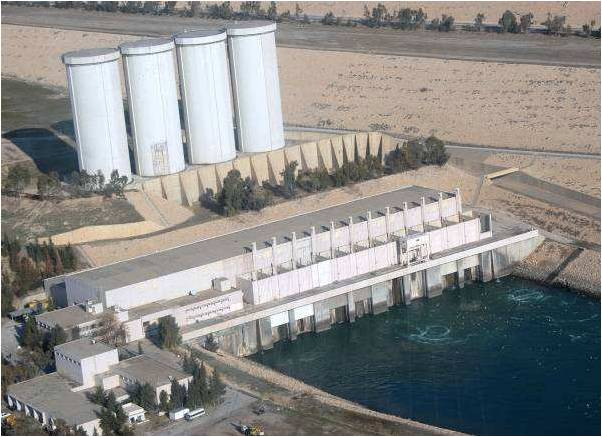
Die vier Wasserschloss-Türme der Mosul-Talsperre

Wasserschloss-Hochbauten
Dieser Wasserschlosstyp findet Anwendung bei oberflächennahen bzw. im Geländeniveau verlegten Triebwasserleitungen. Die turmähnlichen Bauwerke werden aus Stahl oder in Stahlbetonbauweise errichtet.
Schacht-, Stollen- oder Kavernenwasserschlösser
Bei Anlagen mit unterirdisch verlaufenden Triebwasserstollen bzw. Druckschächten erfolgt die Platzierung des Wasserschlosses in Kavernen, insbesondere in Schachtform.
Gemischte Bauweise
Infolge geringer Überdeckung der Druckleitung kann eine Kombination aus unterirdischem Schachtbauwerk und Hochbau-Wasserschloss erforderlich werden.

### Nach der hydraulischen Funktionsweise
Schachtwasserschloss
Das Schachtwasserschloss ist die einfachste Form, bei der das Auspendeln zwischen Rohrleitung und Kammer ungehindert möglich ist.
Kammerwasserschloss
Im Gegensatz zum Schachtwasserschloss kann das Kammerwasserschloss im Regelungsbetrieb mit geringeren Bauwerksausdehnungen ausgelegt werden. Nachteilig wirkt sich die aufwändigere Bauweise aus.
Drosselwasserschloss
Um die Amplitude des ansteigenden Wasserspiegels zu reduzieren und somit die Kammer geringer dimensionieren zu können, wird der Querschnitt am Fußpunkt des Wasserschlosses verengt, um einen Strömungswiderstand zu erzeugen. Der Gegendruck baut sich rascher auf, und die Dämpfung verstärkt sich.
Differentialwasserschloss
Ähnlich dem Drosselwasserschloss verhält sich das Differentialwasserschloss, jedoch wird hier ein schneller Druckanstieg durch den separat angeordneten Steigschacht erreicht.

## Schwallkammer
Eine dem Wasserschloss ähnliche Einrichtung ist die Schwallkammer. Dieses im Unterwasser (unterhalb einer Wasserkraftanlage) angeordnete Druckausgleichsbauwerk wird benötigt, wenn die Rohrleitung in ein Gewässer mit geringem Wasserstand mündet.
Ein weiterer Anwendungsfall ergibt sich bei langen Freispiegelstollen im  Unterwasser, die bedingt durch starke Belastungsschwankungen zeitweise als Druckstollen wirken.